# Scelio tsuruokensis
Scelio tsuruokensis är en stekelart som beskrevs av Watanabe 1955. Scelio tsuruokensis ingår i släktet Scelio och familjen Scelionidae. Inga underarter finns listade i Catalogue of Life.